# Stora Norrgårde
Stora Norrgårde är en byggnadsminnesmärkt bondgård i Norrgarde, Sproge socken, Gotland.
Huvudbyggnaden är en så kallad halvbyggning, en tvåvånings enkelstuga i sten med tegeltak, typisk för sydvästra Gotland. Bottenvåningen härrör från omkring 1800 medan övervåningen tillkommit vid 1800-talets mitt. Flygelbyggnaden rymmer brygghus och drängkammare med källare under kammaren. Ladugården i skiftesverk från 1700-talet är Gotlands största bevarade sådana. Den är delvis byggt av återanvänt virke, bland annat en ålderdomlig dörr med överstycke i romansk stil. Ladugården rymmer stal med hoimd, fähus, portlider och lada. I vinkel mot ladugården står en bod i skiftesvåerk som fungerat som vagnhus, lammhus med hoimd och snickarbod. Vid ena gaveln står en modernare vedbod.
En smedja i pinnmursteknik revs under 1900-talet sedan den blivit starkt förfallen.